# 关岛乌鸦
关岛乌鸦（学名：Corvus kubaryi），是鸦科鸦属的一种，分布于关岛和北马里亚纳群岛。全球活动范围约为220平方千米。自棕树蛇被引入关岛后，关岛乌鸦的数量已大幅减少，目前该物种的保护状况被评为极危。关岛乌鸦的平均体重约为250.0克，栖息地为亚热带或热带的湿润低地林。